# Colón FC
Der Colón Fútbol Club, kurz Colón FC, ist ein Fußballverein aus Montevideo in Uruguay. Die Männer-Fußballmannschaft des Vereins spielt in der Saison 2014/15 in der höchsten uruguayischen Amateur-Spielklasse, der Segunda División B Amateur. Die Frauen-Fußballmannschaft war Uruguayischer Meister des Jahres 2014.

## Männerabteilung

### Geschichte
Der Verein wurde am 12. März 1907 im montevideanischen Barrio Reducto gegründet. Die Männer-Fußballmannschaft des Vereins gehörte vor Einführung des Profifußballs in Uruguay in den Spielzeiten 1909, 1928 und 1929 der Primera División an. In den beiden Spielzeiten der Jahre 1923 und 1924 trat man während der Phase der Aufspaltung der Organisationsstruktur im uruguayischen Fußball zudem in der von der Federación Uruguaya de Football ausgerichteten Parallel-Meisterschaft auf höchster Ligaebene an.
1920 gewann der Klub die Meisterschaft in der Divisional Extra. 1932 wurde man Meister in der División Intermedia. Dem folgte im Jahr 1933 der Gewinn des Titels in der Primera Amateur. 1954 stieg man nach in jenem Jahr errungener Meisterschaft in der Divisional Intermedia in die Primera B auf. 1964 gelang dem Colón FC als Meister der Primera B erstmals in Zeiten des Profifußballs der Aufstieg in die Primera División. Trainer der Mannschaft war seinerzeit Juan C. Ranzone. Dem Team gehörten unter anderem die Spieler Novasco, Baserga, Valdivia, Lorda, L. Arispe, H. Moyano, H. Ruiz Díaz, Roberto Lezcano, W. Castro, Raúl Gonzalez, Roberto Gonzalez, Anibal Merli, R Brasil, W. Sosa, De Brum und J. Gómez an. In der Saison 1965 belegte man dort allerdings den zehnten und somit letzten Tabellenplatz und stieg umgehend wieder in die Zweitklassigkeit ab. 1982 gewann der Klub unter Trainer Líber Aríspe zum bislang letzten Mal die Meisterschaft der Segunda División. Der erfolgreichen Mannschaft gehörten unter anderem die Spieler Modernel, Borreani, Sartorio, Mayol, Alvez, Beethoven Javier, Machado, Uruguay Gussoni, Repetto, Curutchet, Luis Varela, Pedro Grafigna, Sosa, Daniel Borges und Almada an. In einer anschließenden, gemeinsamen Aufstiegs- bzw. Abstiegsrelegationsrunde unter Beteiligung der Teams von Huracán Buceo, des Liverpool FC, des Centro Atlético Fénix sowie der Mannschaft des Colón FC, erreichte man lediglich ein Unentschieden aus sechs Partien. Damit belegte Colón den vierten und somit letzten Platz. Ein Aufstieg erfolgte nicht. Stattdessen war 1985 der Abstieg in die Divisional C zu verzeichnen, in der jedoch bereits 1988 die von Trainer H. Collazo betreute Elf den Sieg in der Meisterschaft und somit einen erneuten Klassenwechsel sicherstellte. Elf Jahre später konnte man in der Spielzeit 1999 die Klasse abermals nicht halten. Trainer José Bornia führte das Team aber schon im Folgejahr zur Meisterschaft in der drittklassigen Liga Metropolitana Amateur. In der Spielzeit 2001 belegte man in der Segunda División den 6. Platz der Gesamttabelle. Aufgrund wirtschaftlicher Schwierigkeiten des Vereins fand zwischen 2004 und 2009 kein Spielbetrieb statt. In der Saison 2014/15 tritt der Verein in der Segunda División Amateur an. Nach Abschluss der Apertura 2014 belegte die Mannschaft des Klubs den 12. und somit letzten Rang.

### Erfolge
- Meister der Segunda División (Primera B): 1964, 1982
- Meister der Segunda División Amateur (Divisional C): 1988, 2000
- Divisional Intermedia: 1954
- Primera Amateur: 1933
- División Intermedia: 1932
- Divisional Extra: 1920

### Trainerhistorie
- seit Februar 2017: Julio Acuña

## Frauenabteilung

### Geschichte
Der Colón FC verfügt ferner über eine äußerst erfolgreiche Frauenfußball-Abteilung. So gewann die Frauenmannschaft in den Jahren 2013 und 2014 jeweils den uruguayischen Landesmeistertitel (Copa de Oro). Auch die U-16 des Klubs wurde 2014 Uruguayischer Meister, die U-15 gewann das Torneo Promocional. Die U-18 wurde hinter Nacional Montevideo Vize-Meister im Torneo Promocional. 2015 tritt die Erste Mannschaft in der Copa Libertadores an.

### Erfolge
- Uruguayischer Meister: 2013, 2014
- Uruguayischer Meister (U-16): 2014

## Stadion
Der Verein trägt seine Heimspiele im in Montevideo gelegenen Parque Dr. Carlos Suero aus. Die Spielstätte verfügt über eine Zuschauerkapazität von 2.000 Personen. Es trägt den Namen des ab 1942 amtierenden ehemaligen Vereinspräsidenten.